# Nigerese presidentsverkiezingen 2011
De Nigerese presidentsverkiezing in 2011 werd gehouden in twee rondes. De eerste ronde stond gepland op 3 januari, maar de verkiezingen werden uitgesteld tot 31 januari 2011, zodat ze samen vielen met de parlementsverkiezingen. De tweede ronde vond plaats op 12 maart 2011. De verkiezingen volgden op een militaire coup in februari 2010 waarbij president Mamadou Tandja werd afgezet.

## Achtergrond
President Tandja’s termijn liep in december 2009 af. Volgens de grondwet mocht hij niet voor een derde termijn worden gekozen. Hij wilde echter dat er een referendum zou worden gehouden, omdat hij langer wilde aanblijven. Hij ontbond het parlement en stelde nieuwe leden aan in het Hooggerechtshof. Deze gingen akkoord met het het referendum. Op 18 februari 2010 vond er een staatsgreep plaats door een groep militairen onder leiding van Salou Djibo. Zij vormden een nieuwe regering, genaamd de Hogeraad tot Herstel van de Democratie. Zij ontbonden het parlement en stelde een commissie aan die een nieuwe grondwet zou ontwerpen.

## Aanloop
In juni 2010 kondigde zij aan dat er in januari 2011 verkiezingen zouden worden gehouden. De eerste verkiezingsronde stond aanvankelijk gepland op 4 januari, maar werd later verplaatst naar 31 januari, zodat deze samenviel met de parlementsverkiezingen. De verkiezingsdatum voor de tweede ronde werd verplaatst van 4 maart naar 12 maart.
Op 17 juli 2010 maakte een groep van 17 oppositiepartijen bekend dat zij een strategische alliantie hadden gevormd. In de eerste ronde zouden de kandidaten apart deelnemen, maar in de tweede ronde zouden de partijen zich scharen achter de kandidaat die door was naar de tweede ronde. Verschillende belangrijke politici zoals Hama Amadou, Mahamane Ousmane en Mahamadou Issoufou maakten deel uit van de alliantie.
Tandja zelf zat ten tijde van de verkiezingen nog gevangen. Dit maakte het voor hem onmogelijk mee te doen aan de verkiezingen, ondanks verzoeken tot vrijlating van zijn partij de Nationale Beweging voor de Ontwikkeling van de Maatschappij (MNSD). De MNSD schoof daarom Seyni Oumarou naar voren als kandidaat voor het presidentschap. Deze was van 2007 tot 2009 premier van het land geweest. Op 29 juli 2010 werd Oumarou gevangengenomen op beschuldiging van het verduisteren van 270 miljoen CFA-frank. Zijn partij was woedend vanwege de arrestatie en stelde dat deze politiek gemotiveerd was. Op 2 augustus kwam hij vrij op borgtocht.
De voorzitter van de Kiescommissie maakte op 4 februari bekend dat de eerste ronde gewonnen was door PNDS-kandidaat Issoufou gevolgd op de tweede plaats door de MSND-kandidaat Oumarou. 
In de tweede ronde schaarde Amadou en Ousmane die als derde en vierde waren geëindigd zich achter Issoufou. De twee kandidaten stonden in scherp contrast van elkaar. Issoufou was een fel tegenstander van Tandja geweest, terwijl Oumarou een van zijn luitenants was geweest en hem bleef steunen. Beide kandidaten beloofden iets te willen doen aan de armoede en de chronische voedseltekorten. Ook stelden zij dat de inkomsten uit uraniumwinning meer ten goede moesten komen aan het volk.
De tweede verkiezingsronde werd gehouden op 12 maart 2011. De opkomst was 48 procent, iets lager dan bij de eerste ronde. De verkiezingen werden gewonnen door Issoufou met 58 procent van de stemmen. Op 16 maart liet Oumarou weten het resultaat de accepteren. Bij zijn besluit had meegespeeld dat hij geen "nieuwe spiraal van grote problemen" wilde veroorzaken. Hij benadrukte de noodzaak tot verzoening. Issoufou prees de militairen die de macht hadden overgenomen en bedankte hen voor de succesvolle overgang naar eerlijke en transparante verkiezingen.

## Uitslag

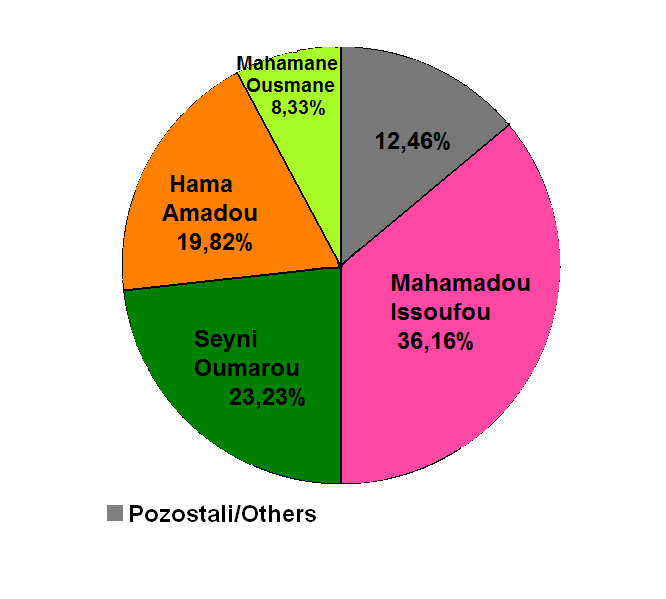
Schematische weergave van de uitslag van de eerste stemronde

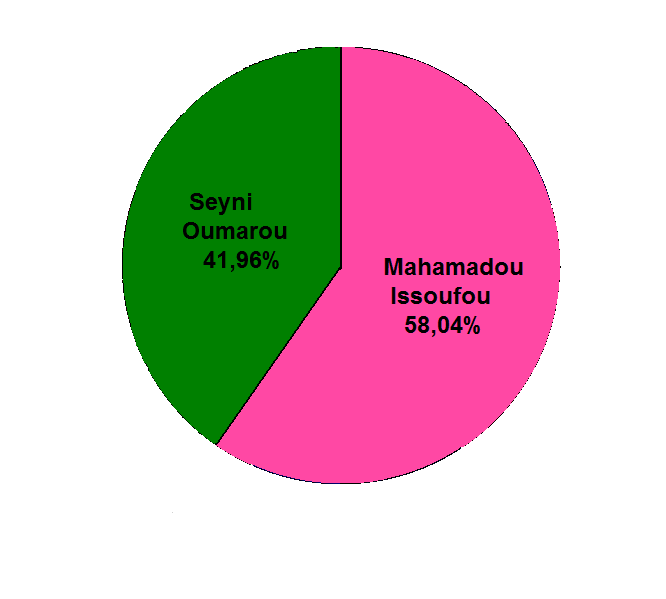
Schematische weergave van de uitslag van de tweede stemronde

| Kandidaat-partij                                                               | 1e ronde  | 1e ronde   | 2e ronde  | 2e ronde   |
| Kandidaat-partij                                                               | Stemmen   | Percentage | Stemmen   | Percentage |
| ------------------------------------------------------------------------------ | --------- | ---------- | --------- | ---------- |
| Mahamadou Issoufou – Nigerese Partij voor Democratie en Socialisme             | 1.217.527 | 36.06      | 1.820.639 | 57.95      |
| Seyni Oumarou - Nationale Beweging voor de Ontwikkeling van de Maatschappij    | 784.618   | 23.24      | 1.321.248 | 42.05      |
| Hama Amadou - Nigerese Democratische Beweging voor een Afrikaanse Federatie    | 669.153   | 19.82      |           |            |
| Mahamane Ousmane - Democratische en Sociale Conventie                          | 284.188   | 8.42       |           |            |
| Amadou Cheiffou - Sociaal-Democratische Conventie                              | 137.501   | 4.07       |           |            |
| Moussa Moumouni Djermakoye - Nigerese Alliantie voor Democratie en Vooruitgang | 133.222   | 3.95       |           |            |
| Ousmane Issoufou Oubandawaki - Alliantie voor Democratische Vernieuwing        | 65.077    | 1.93       |           |            |
| Amadou Cissé - Unie voor Democratie en de Republiek                            | 54.218    | 1.61       |           |            |
| Abdoulaye Amadou Traoré                                                        | 18.116    | 0.54       |           |            |
| Bayard Mariama Gamatié                                                         | 12.991    | 0.38       |           |            |
| Totaal                                                                         | 3.376.611 | 100.0      | 3.141.887 | 100.0      |

1965 · 1970 · 1989 · 1993 · 1996 · 1999 · 2004 · 2011 · 2016